# Iciligorgia brunnea
Iciligorgia brunnea är en korallart som först beskrevs av Nutting 1911.  Iciligorgia brunnea ingår i släktet Iciligorgia och familjen Anthothelidae. Inga underarter finns listade i Catalogue of Life.